# 僕らの平成ロックンロール
「僕らの平成ロックンロール」（ぼくらのへいせいロックンロール）は、高橋優のインディーズ4枚目のアルバム。2009年7月8日に発売された。

## 概要
高橋優の初の全国流通盤であるアルバムとなった。

## 収録曲
（全作詞・作曲：高橋優）
1. 鯱
2. こどものうた
インディーズ3rdアルバム「胡坐～agura～」の収録曲。シングルとしてリカットされた。
2ndシングル「ほんとのきもち」にライブVer.が収録されている。
ベストアルバム「高橋優 BEST 2009-2015 『笑う約束』」に収録された。
3. 16歳
4. 風前の灯
5. 頭ん中そればっかり
6. 駱駝
インディーズ3rdアルバム「胡坐～agura～」の収録曲。6thシングル「卒業」の初回限定版の特典DVDにライブ映像が収録されている。
ベストアルバム「高橋優 BEST 2009-2015 『笑う約束』」に収録された。
7. 友へ
インディーズ2ndアルバム「無言の暴力」、3rdアルバム「胡坐～agura～」収録曲。「駱駝」同様、6thシングル「卒業」の初回限定版の特典DVDにライブ映像が収録されている。
ベストアルバム「高橋優 BEST 2009-2015 『笑う約束』」に収録された。